# 美国医学与生物工程院
美国医学与生物工程院（英語：American Institute for Medical and Biological Engineering，简称）是1991年在美国成立的一家非营利组织，总部在华盛顿哥伦比亚特区。它的成员包括它50,000名医学和生物医学工程师以及其他学术机构、私营企业和专业工程协会。

## 院士
自美国医学与生物工程院成立以来，已有超过1500人入选美国医学与生物工程院的院士学院（College of Fellow），这些院士包括医学院和工程学院的院长，一些院士为政府工作任顾问或指导临床试验；一些院士是其他著名学术机构的成员，如国家工程院、医学研究所和国家科学院；一些院士获得了国家科学奖章和国家技术奖章。

## 华人院士
- 錢煦（1992年）
- 王革（2002年）
- 廖俊智（2002年）
- 贺斌（2005年）
- 赵惠民（2008年）
- 高為元（2008年）
- 夏幼南（2011年）
- 卢海燕（2011年）
- 文学军（2012年）
- 李松（2014年）
- 何志明（2014年）
- 孟晖（2014年）
- 张晓晶（2015年）
- 程建军（2015年）
- 陈红敏（2015年）
- 尧德中（2017年）
- 毛海泉（2018年）
- 顾臻（2019年）
- 卢雄斌（2019年）
- 卢天健（2020年）
- 顾忠泽（2020年）
- 许巧兵（2020年）
- 李兰娟（2021年）[1]
- 郑树森（2021年）
- 苏国辉（2021年）
- 庞代文（2021年）
- 陈春英（2021年）
- 陈学思（2022年）
- 马光辉（2022年）
- 何苗壮（2023年）
- 戴国豪（2023年）
- 程震（2024年）
- 张凡（2024年）
- 龚启勇（2024年）
- 程京（2024年）
- 王立筱（2024年）
- 刘斌（2024年）